# シノベレムニテス科
シノベレムニテス科（学名：Sinobelemnitidae）は、化石軟体動物であるベレムナイトの一類。三畳紀末からジュラ紀初のローラシア東岸に生息していた。Sinobelemnitesを模式属としており、属名の意味は「中国ベレムナイト」を表す。

## 形態
ベレムナイトは頭部の先端に石灰質の鞘（矢石）を持っており、鞘には血管を保護するための溝が入っている。ベレムナイトはしばしばこの溝の位置により分類がなされており、シノベレムニテスは鞘前方に1本の背側溝があることにより特徴づけられる。

## 沿革
ベレムナイトの最初期の化石はもっぱら北西ヨーロッパから小型の化石のみ発見されていたことから、ベレムナイトはジュラ紀初期にローラシアのテチス内海地域で発生し、プリンスバッキアン階以降に大型化して各地に放散したというのが2010年ごろまでの通説であった。このため、1984年に辺兆祥らが四川省龍門山で三畳紀の地層から本類を発見した際も、従来の知見と一致しないものとして注目を浴びることはなかった。
しかしその後、旧歌津町の「韮の浜層」と呼ばれるヘッタンギアン階の地層において伊庭靖弘が本類の化石を発見し、四川の化石との形態の一致に気づいた。この地層は2011年の津波被害の復旧事業の中で切り崩され露出した地層であった。
日本と中国で類似の化石が発見された上、歌津町の地層からは、分類こそできなかったものの超大型のベレムナイト化石が発見されたことから、ベレムナイトは三畳紀末には発生しており、ジュラ紀初には大型種を生み出すほど進化が進んでいたことが示され、さらにテチス内海で起源とはいえなくなったため、通説を大きく覆される可能性が示された。
歌津町から発見された種は、四川で発見された2属のうちシチュアノベルス属に同定され、歌津町の名をとってシチュアノベルス・ウタツエンシス（Sichuanobelus utatsuensis）と名付けられた。